# パパジャニWEST
『パパジャニWEST』（パパジャニウェスト）は、動画配信サービスParaviで2019年4月26日から2020年4月10日まで配信されていたバラエティ番組。2020年6月30日から2022年3月15日まではTBSテレビで毎週火曜23:56 - 翌0:40（JST、火曜『テッペン!』枠）に放送された。

## 概要
Paraviでの配信時には、ジャニーズWESTの7人がシェアハウスに住み、毎回1日限定で保護者から子供を預かり代理のパパを務めるというリアリティ番組として配信された。地上波レギュラー化前にはSP番組が2回放送された。
地上波での放送時には、新型コロナウイルスの感染拡大による影響を受け「パパ力検定」などが放送された。
2021年1月26日放送回よりTVer（最新週のみ）、Paraviでの見逃し配信が開始された。
2021年4月6日には、初の全国放送となるSP番組の第3弾が放送された。ゴールデン・プライム帯での放送は今回が初となった。
2021年7月期の金曜ドラマ『＃家族募集します』の主演に重岡大毅が起用された理由の一つとして本番組が挙げられた。
2021年10月12日より12月14日まで、火曜 - 金曜の0:40 - 0:55（月曜 - 木曜深夜）において『よるおびドラマ』が編成されたため、本番組は15分縮小し23:56 - 翌0:40で放送した。
2022年3月15日放送の番組終盤で同日放送分をもって、番組が終了することが発表された。出演者、スタッフの「最後まで楽しい気持ちで見て欲しい」との思いから、新聞のラテ欄や番組表での事前の予告は一切行われなかった。

## 出演者
- ジャニーズWEST
- 飯尾和樹（ずん） - カズキくんの吹き替え[2]

## 放送リスト
| 回       | 放送日         | タイトル                                                                   |
| -------- | -------------- | -------------------------------------------------------------------------- |
| 0        | 2019年4月25日  | 先行配信 特別版                                                            |
| 1        | 2019年4月26日  | 突然アイドルがパパに！？                                                   |
| 2        | 2019年5月3日   | おもらしハプニング！                                                       |
| 3        | 2019年5月10日  | 初めてのお別れ…                                                            |
| 4        | 2019年5月17日  | 超シャイガールのパパに！？                                                 |
| 5        | 2019年5月24日  | お医者さんごっこ作戦                                                       |
| 6        | 2019年6月7日   | パパの目に涙…！？                                                          |
| 7        | 2019年6月14日  | 初恋中の男の子がやってきた                                                 |
| 8        | 2019年6月21日  | モテる"サッカー＆ギター"講座                                               |
| 9        | 2019年6月28日  | 初めてのラブレター                                                         |
| 地上波SP | 2019年7月2日   | 超クールな女の子がやって来た！                                             |
| 特別版   | 2019年7月12日  | 配信お休み週特別企画                                                       |
| 10       | 2019年7月19日  | アイリネちゃん未公開！ダンス＆コント＆ドッキリ！？ＳＰ                     |
| 11       | 2019年7月26日  | 夏だ！キャンプへGO！！                                                     |
| 12       | 2019年8月2日   | 頼れるお兄ちゃん化作戦スタート！                                           |
| 13       | 2019年8月9日   | 自衛隊カレーの運命                                                         |
| 14       | 2019年8月16日  | オバケから妹たちを守れ！                                                   |
| 15       | 2019年8月30日  | 超シャイボーイがやってきた！                                               |
| 16       | 2019年9月6日   | パパジャニ水泳教室                                                         |
| 17       | 2019年9月13日  | 流しそうめん遂に完成                                                       |
| 18       | 2019年9月20日  | 大荒れの誕生日会                                                           |
| 19       | 2019年9月27日  | ♪どんぐりころころどんぶりこ みんなで踊ってさあ大変！？                     |
| 20       | 2019年10月4日  | これは経費で落ちますか？                                                   |
| 地上波SP | 2019年10月8日  | 第2弾！大家族のお宅で出張パパ修行！                                        |
| 21       | 2019年10月11日 | 地上波では全部入りきらなくてすみません！！パパ達の奮闘全部見せますＳＰ     |
| 22       | 2019年10月25日 | 白塗りがち！？なハロウィンパーティー                                       |
| 23       | 2019年11月1日  | 突然ですが引っ越します                                                     |
| 24       | 2019年11月8日  | 新居にあの子がやって来た！                                                 |
| 25       | 2019年11月15日 | "リベンジおままごと"でまさかの結末！？                                     |
| 26       | 2019年11月22日 | 抱きしめて抱きしめて離さない                                               |
| 27       | 2019年12月6日  | Lovely X'mas                                                               |
| 28       | 2019年12月13日 | なんやホームアローンかっ！                                                 |
| 29       | 2019年12月20日 | 世界のHAMADA                                                               |
| 30       | 2019年12月27日 | パパたちだけの大忘年会！                                                   |
| 31       | 2020年1月3日   | ワンちゃんWEST！？                                                         |
| 32       | 2020年1月17日  | な～に～、やっちまったなぁ！                                               |
| 33       | 2020年1月24日  | ミニーミニーマイニーモーって何なん！                                       |
| 34       | 2020年1月31日  | やっぱり７人が一番ええな！                                                 |
| 35       | 2020年2月7日   | ベビーカー＆ハンカチパニック                                               |
| 36       | 2020年2月14日  | お兄ちゃんたち嵐と知り合いなんやで                                         |
| 37       | 2020年2月21日  | 泣く双子ちゃんと怒るパパたち（笑）                                         |
| 38       | 2020年2月28日  | 冬もキャンプへGO！！                                                       |
| 39       | 2020年3月6日   | 知っておいた方がいいコト！                                                 |
| 40       | 2020年3月20日  | 雪合戦－1GP                                                                |
| 41       | 2020年3月27日  | ごっつえーFriday                                                           |
| 42       | 2020年4月3日   | 祝！地上波レギュラー決定！お引越しドッキリちょっとだけお見せしちゃいます！ |
| 43       | 2020年4月10日  | 「ありがとう」じゃ足りない                                                 |

| 回       | 放送日         | タイトル                                                                             |
| -------- | -------------- | ------------------------------------------------------------------------------------ |
| 1        | 2020年6月30日  | パパ力UP講座（パパ弁当）・投稿！我が家のどエライパパ動画                             |
| 2        | 2020年7月7日   | パパ力UP講座（4コマ紙芝居作り）・投稿！我が家のどエライパパ動画                      |
| 3        | 2020年7月14日  | パパ力UP講座（デコお菓子作り）・投稿！我が家のどエライパパ動画                       |
| 4        | 2020年7月21日  | パパ力UP講座（子どもとの距離を縮めるギャグの作り方）・投稿！我が家のどエライパパ動画 |
| 5        | 2020年7月28日  | パパ力UP講座（デコバック作り）・投稿！我が家のどエライパパ動画                       |
| 6        | 2020年8月4日   | パパ力UP講座（ナゾトキゲーム作り）                                                   |
| 7        | 2020年8月11日  | パパ力UP講座（魚さばき 第1弾）                                                       |
| 8        | 2020年8月18日  | パパ力UP講座（魚さばき 第2弾）・投稿！我が家のどエライパパ動画                       |
| 9        | 2020年8月25日  | パパ力UP講座（アイロン（秘）テクニック・洗濯の悩み解消 第1弾）                       |
| 10       | 2020年9月1日   | パパ力UP講座（スキバサミ＆バリカンだけで出来る簡単ヘアカット術）                     |
| 11       | 2020年9月8日   | 投稿！我が家のどエライパパ動画・パパ力UP講座（洗濯の悩み解消 第2弾）                 |
| 12       | 2020年9月15日  | 体験学習 海鮮丼作り＆バタートースト作り（前編）                                      |
| 13       | 2020年10月6日  | 体験学習 海鮮丼作り＆バタートースト作り（後編）                                      |
| 14       | 2020年10月20日 | 体験学習 パスタ作り＆プリン作り（前編）                                              |
| 15       | 2020年10月27日 | 体験学習 パスタ作り＆プリン作り（後編）                                              |
| 16       | 2020年11月3日  | 体験学習 チャーハン作り＆ピザ作り（前編）                                            |
| 17       | 2020年11月10日 | 体験学習 チャーハン作り＆ピザ作り（後編）                                            |
| 18       | 2020年11月17日 | 体験学習 おでん作り＆厚揚げ作り（前編）                                              |
| 19       | 2020年11月24日 | 体験学習 おでん作り＆厚揚げ作り（後編）                                              |
| 20       | 2020年12月1日  | 体験学習 八景島シーパラダイスでお仕事体験！（前編）                                  |
| 21       | 2020年12月8日  | 体験学習 八景島シーパラダイスでお仕事体験！（後編）                                  |
| 22       | 2020年12月15日 | 恋を応援 クリスマスパーティ準備＆リース作り（前編）                                  |
| 23       | 2020年12月22日 | 恋を応援 クリスマスパーティ準備＆リース作り（後編）                                  |
| 24       | 2021年1月12日  | 将来の夢を応援 アナウンサー体験（前編）                                              |
| 25       | 2021年1月19日  | 将来の夢を応援 アナウンサー体験（後編）                                              |
| 26       | 2021年1月26日  | 将来の夢を応援 バスガイド体験（前編）                                                |
| 27       | 2021年2月2日   | 将来の夢を応援 バスガイド体験（後編）                                                |
| 28       | 2021年2月9日   | 恋を応援 手編みマフラー作り                                                          |
| 29       | 2021年2月16日  | 恋を応援 バレンタインチョコ作り                                                      |
| 30       | 2021年2月23日  | 恋を応援 レジンネックレス作り                                                        |
| 31       | 2021年3月2日   | 恋を応援 フルーツサンド作り&フラッシュモブ                                           |
| 32       | 2021年3月9日   | パパ力ランキング                                                                     |
| 33       | 2021年3月16日  | 新企画「パパだったらこれくらい出来てよ！当たり前パパ力検定」                         |
| 34       | 2021年3月23日  | パパだったらこれくらい出来てよ！当たり前パパ力検定                                   |
| 35       | 2021年3月30日  | パパだったらこれくらい出来てよ！当たり前パパ力検定                                   |
| 36       | 2021年4月6日   | パパだったらこれくらい出来てよ！当たり前パパ力検定                                   |
| 37       | 2021年4月27日  | パパ力検定「縦列駐車検定」                                                           |
| 38       | 2021年5月4日   | パパ力検定「いなり寿司」「洗濯物干し」                                               |
| 39       | 2021年5月11日  | パパ力検定「2日目のカレーアレンジ」                                                  |
| 40       | 2021年5月18日  | カッコいいボウリング検定                                                             |
| 41       | 2021年5月25日  | パパ力検定                                                                           |
| 42       | 2021年6月1日   | パパ力検定                                                                           |
| 43       | 2021年6月8日   | パパ力検定                                                                           |
| 44       | 2021年6月15日  | 運動会でのパパ力をチェック！前半戦                                                   |
| 45       | 2021年6月22日  | 運動会でのパパ力をチェック！後半戦                                                   |
| 46       | 2021年6月29日  | パパ力検定                                                                           |
| 47       | 2021年7月6日   | パパ力検定                                                                           |
| 48       | 2021年7月20日  | パパ力検定                                                                           |
| 49       | 2021年7月27日  | パパ力検定                                                                           |
| 50       | 2021年8月3日   | パパ力検定                                                                           |
| 51       | 2021年8月10日  | 真夏のキャンプ検定「前編」                                                           |
| 52       | 2021年8月17日  | 真夏のキャンプ検定「後編」                                                           |
| 53       | 2021年8月24日  | 真夏のキャンプ検定“延長戦”                                                           |
| 54       | 2021年8月31日  | 宿題パパ力検定                                                                       |
| 55       | 2021年9月7日   | 宿題パパ力検定                                                                       |
| 56       | 2021年9月14日  | 宿題パパ力検定                                                                       |
| 57       | 2021年9月21日  | 宿題パパ力検定                                                                       |
| 58       | 2021年9月28日  | 宿題パパ力検定                                                                       |
| 59       | 2021年10月5日  | 宿題パパ力検定                                                                       |
| 60       | 2021年10月12日 | 波乱のコストコサーモン検定                                                           |
| 61       | 2021年10月19日 | あの川越シェフが参戦！？                                                             |
| 62       | 2021年10月26日 | 宿題パパ力検定                                                                       |
| 63       | 2021年11月2日  | 宿題パパ力検定                                                                       |
| 64       | 2021年11月9日  | 宿題パパ力検定                                                                       |
| 65       | 2021年11月16日 | 新企画始動「クレイジーハッピー大作戦」                                               |
| 66       | 2021年11月23日 | クレイジーハッピー大作戦「回転寿司」                                                 |
| 67       | 2021年11月30日 | クレイジーハッピー大作戦「露天風呂」前編                                             |
| 68       | 2021年12月7日  | クレイジーハッピー大作戦「露天風呂」後編                                             |
| 69       | 2021年12月14日 | クレイジーハッピー大作戦「イルミネーション」前編                                     |
| 70       | 2021年12月21日 | クレイジーハッピー大作戦「イルミネーション」後編                                     |
| 71       | 2022年1月11日  | クレイジーハッピー大作戦「カラオケ」前編                                             |
| 72       | 2022年1月18日  | クレイジーハッピー大作戦「カラオケ」後編                                             |
| 73       | 2022年1月25日  | クレイジーハッピー大作戦「ダムシアター」前編                                         |
| 74       | 2022年2月1日   | クレイジーハッピー大作戦「ダムシアター」後編                                         |
| 75       | 2022年2月8日   | クレイジーハッピー大作戦「スパイダーマン」前編                                       |
| 76       | 2022年2月15日  | クレイジーハッピー大作戦「スパイダーマン」中編                                       |
| 77       | 2022年2月22日  | クレイジーハッピー大作戦「スパイダーマン」後編                                       |
| 78       | 2022年3月1日   | クレイジーハッピー特別編                                                             |
| 79       | 2022年3月8日   | クレイジーハッピー特別編                                                             |
| 80（終） | 2022年3月15日  | パパジャニ感謝デー                                                                   |

## ネット局

### レギュラー版
- 前番組『その他の人に会ってみた』に引き続き、全編ローカルセールス枠のため、TBSテレビ以外の通常時同時ネット局でも、臨時非ネットもしくは遅れネットに変更する場合があった。

| 放送対象地域   | 放送局                | 系列    | 放送日時                    | 放送期間                      | 遅れ       |
| -------------- | --------------------- | ------- | --------------------------- | ----------------------------- | ---------- |
| 関東広域圏     | TBSテレビ（TBS）      | TBS系列 | 火曜 23:56 - 翌0:55         | 2020年6月30日 - 2022年3月15日 | 【制作局】 |
| 北海道         | 北海道放送（HBC）     | TBS系列 | 火曜 23:56 - 翌0:55         | 2020年6月30日 - 2022年3月15日 | 同時ネット |
| 青森県         | 青森テレビ（ATV）     | TBS系列 | 火曜 23:56 - 翌0:55         | 2020年10月6日 - 2022年3月15日 | 同時ネット |
| 岩手県         | IBC岩手放送（IBC）    | TBS系列 | 火曜 23:56 - 翌0:55         | 2020年6月30日 - 2022年3月15日 | 同時ネット |
| 宮城県         | 東北放送（tbc）       | TBS系列 | 火曜 23:56 - 翌0:55         | 2020年6月30日 - 2022年3月15日 | 同時ネット |
| 山形県         | テレビユー山形（TUY） | TBS系列 | 火曜 23:56 - 翌0:55         | 2020年6月30日 - 2022年3月15日 | 同時ネット |
| 福島県         | テレビユー福島（TUF） | TBS系列 | 火曜 23:56 - 翌0:55         | 2020年6月30日 - 2022年3月15日 | 同時ネット |
| 静岡県         | 静岡放送（SBS）       | TBS系列 | 火曜 23:56 - 翌0:55         | 2020年6月30日 - 2022年3月15日 | 同時ネット |
| 鳥取県・島根県 | 山陰放送（BSS）       | TBS系列 | 火曜 23:56 - 翌0:55         | 2020年6月30日 - 2022年3月15日 | 同時ネット |
| 岡山県・香川県 | RSK山陽放送（RSK）    | TBS系列 | 火曜 23:56 - 翌0:55         | 2020年6月30日 - 2022年3月15日 | 同時ネット |
| 広島県         | 中国放送（RCC）       | TBS系列 | 火曜 23:56 - 翌0:55         | 2020年6月30日 - 2022年3月15日 | 同時ネット |
| 福岡県         | RKB毎日放送（rkb）    | TBS系列 | 火曜 23:56 - 翌0:55         | 2020年6月30日 - 2022年3月15日 | 同時ネット |
| 熊本県         | 熊本放送（RKK）       | TBS系列 | 火曜 23:56 - 翌0:55         | 2020年6月30日 - 2022年3月15日 | 同時ネット |
| 山梨県         | テレビ山梨（UTY）     | TBS系列 | 水曜（火曜深夜）0:00 - 1:00 | 2020年7月15日 - 2022年3月29日 | 遅れネット |
| 石川県         | 北陸放送（MRO）       | TBS系列 | 木曜（水曜深夜）0:00 - 1:00 | 2020年7月30日 - 不明          | 遅れネット |
| 中京広域圏     | CBCテレビ（CBC）      | TBS系列 | 水曜（火曜深夜）1:53 - 2:52 | 2020年7月23日 - 不明          | 遅れネット |

過去のネット局
- テレビ高知（KUTV） - 番組開始から同時ネットで放送されていたが、2021年2月16日に一旦打ち切り。同年5月18日に同時ネットでネットを再開したが、同年10月5日を以って再度打ち切り。
- 長崎放送（NBC） - 番組開始から同時ネットで放送されていたが、2020年12月22日を以って打ち切り。
- 大分放送（OBS） - 2020年7月14日からネット開始。当初はTBSテレビと同時刻だが遅れネットで放送していたが、遅れ解消で2020年10月6日から同時ネットに昇格したが、2021年10月5日を以って打ち切り。

### スペシャル版（ゴールデン）
| 放送対象地域   | 放送局                    | 系列    | 放送日時     | 放送時間      | 遅れ       |
| -------------- | ------------------------- | ------- | ------------ | ------------- | ---------- |
| 関東広域圏     | TBSテレビ（TBS）          | TBS系列 | 2021年4月6日 | 22:00 - 22:57 | 【制作局】 |
| 北海道         | 北海道放送（HBC）         | TBS系列 | 2021年4月6日 | 22:00 - 22:57 | 同時ネット |
| 青森県         | 青森テレビ（ATV）         | TBS系列 | 2021年4月6日 | 22:00 - 22:57 | 同時ネット |
| 岩手県         | IBC岩手放送（IBC）        | TBS系列 | 2021年4月6日 | 22:00 - 22:57 | 同時ネット |
| 宮城県         | 東北放送（tbc）           | TBS系列 | 2021年4月6日 | 22:00 - 22:57 | 同時ネット |
| 山形県         | テレビユー山形（TUY）     | TBS系列 | 2021年4月6日 | 22:00 - 22:57 | 同時ネット |
| 福島県         | テレビユー福島（TUF）     | TBS系列 | 2021年4月6日 | 22:00 - 22:57 | 同時ネット |
| 山梨県         | テレビ山梨（UTY）         | TBS系列 | 2021年4月6日 | 22:00 - 22:57 | 同時ネット |
| 長野県         | 信越放送（SBC）           | TBS系列 | 2021年4月6日 | 22:00 - 22:57 | 同時ネット |
| 新潟県         | 新潟放送（BSN）           | TBS系列 | 2021年4月6日 | 22:00 - 22:57 | 同時ネット |
| 静岡県         | 静岡放送（SBS）           | TBS系列 | 2021年4月6日 | 22:00 - 22:57 | 同時ネット |
| 富山県         | チューリップテレビ（TUT） | TBS系列 | 2021年4月6日 | 22:00 - 22:57 | 同時ネット |
| 石川県         | 北陸放送（MRO）           | TBS系列 | 2021年4月6日 | 22:00 - 22:57 | 同時ネット |
| 中京広域圏     | CBCテレビ（CBC）          | TBS系列 | 2021年4月6日 | 22:00 - 22:57 | 同時ネット |
| 近畿広域圏     | 毎日放送（MBS）           | TBS系列 | 2021年4月6日 | 22:00 - 22:57 | 同時ネット |
| 鳥取県・島根県 | 山陰放送（BSS）           | TBS系列 | 2021年4月6日 | 22:00 - 22:57 | 同時ネット |
| 岡山県・香川県 | RSK山陽放送（RSK）        | TBS系列 | 2021年4月6日 | 22:00 - 22:57 | 同時ネット |
| 広島県         | 中国放送（RCC）           | TBS系列 | 2021年4月6日 | 22:00 - 22:57 | 同時ネット |
| 山口県         | テレビ山口（tys）         | TBS系列 | 2021年4月6日 | 22:00 - 22:57 | 同時ネット |
| 愛媛県         | あいテレビ（itv）         | TBS系列 | 2021年4月6日 | 22:00 - 22:57 | 同時ネット |
| 高知県         | テレビ高知（KUTV）        | TBS系列 | 2021年4月6日 | 22:00 - 22:57 | 同時ネット |
| 福岡県         | RKB毎日放送（rkb）        | TBS系列 | 2021年4月6日 | 22:00 - 22:57 | 同時ネット |
| 長崎県         | 長崎放送（NBC）           | TBS系列 | 2021年4月6日 | 22:00 - 22:57 | 同時ネット |
| 熊本県         | 熊本放送（RKK）           | TBS系列 | 2021年4月6日 | 22:00 - 22:57 | 同時ネット |
| 大分県         | 大分放送（OBS）           | TBS系列 | 2021年4月6日 | 22:00 - 22:57 | 同時ネット |
| 宮崎県         | 宮崎放送（mrt）           | TBS系列 | 2021年4月6日 | 22:00 - 22:57 | 同時ネット |
| 鹿児島県       | 南日本放送（MBC）         | TBS系列 | 2021年4月6日 | 22:00 - 22:57 | 同時ネット |
| 沖縄県         | 琉球放送（RBC）           | TBS系列 | 2021年4月6日 | 22:00 - 22:57 | 同時ネット |

## スタッフ（2021年4月27日以降）
- 構成：本松エリ、松本智子、佐藤大地
- TD：藤田勝巳
- CAM：阿部安秀（セッターズ）、菊地巧、成毛紳、陣尾博幸【週替り】
- VE：堺敦貴、高山昌樹、福田雄一、波田野拓海、生田陽祐【週替り】
- 音声：大城卓也、井川崇、佐藤耕司、加藤恵理子、松橋利行、山田裕登【週替り】
- 照明：須藤淳（以前はVE）、堀田耕二【週替り】
- 編集：新井紗也香
- 音効・MA：阿部雄太（MAL）
- CG：中田有見子
- 美術協力：フジアール
- 技術協力：フジ・メディア・テクノロジー、麻布プラザ
- スタイリスト：村田友哉
- ヘアメイク：酒井さとみ
- 車両：田中龍一
- フードコーディネーター：amacoven
- 協力：ジャニーズ事務所
- 編成：寺田淳史（TBS）
- 宣伝：竹井英俊・筒井理恵（TBS）
- TK：盛山潮里
- デスク：石川素子
- リサーチ：テソロ、ライダース・オフィス
- AD：伊波希・遠藤竜也（D:COMPLEX）、戸谷駆【毎週】、飯野由蘭、上原悠香、小倉悠斗、井戸田絵里加、黒木大夢、髙津摩里愛、三池萩、田中駿祐、坂彩月、丸山誉史、岡田友理彩、中嶋晃基【週替り】
- AP：浜野美咲（D:COMPLEX）、中島祥太
- ディレクター：久野和洋、黒澤寛、山下達也（D:COMPLEX）、柳川邦顕（LDL）、杉本諭久、地曳範剛、寺下洋平、峰尾圭一（SMITE PICTURES）、藤田豊平、内田義之、新垣拓也、横田裕昌、渡辺康史【週替り】、篠原輝成【毎週】
- 演出：平野彰子
- プロデューサー：田村恵里（TBS）、有田武史（D:COMPLEX）、香川かおり（オフィスながも）、下田亮太（スクイズ）、鈴木仁美、染谷薫（LDL）、武藤祐輝（クリーク・アンド・リバー社）
- 制作プロデューサー：江藤俊久（TBS、以前はチーフプロデューサー）
- 制作協力：D:COMPLEX／スクイズ、オラフズ、LDL、クリーク・アンド・リバー社
- 制作：TBSテレビコンテンツ制作局バラエティ制作二部
- 製作著作：TBS

### 過去のスタッフ
- TM：荒木健一（TBS）
- TD：山根卓也（TBS）
- CAM：小笠原朋樹
- VE：生田史織、佐藤希美
- 音声：斉藤宏司、堀田博之
- LD：冨井泰良
- 美術プロデューサー：山口智広（TBS）
- デザイナー：平本健太（TBS）
- 美術制作：勝藤俊側
- 装置：正代俊明
- 操作：牧ヶ谷純二
- 電飾：住義仁
- アクリル装飾：森美男
- 編集：手塚拓海、高瀬孝河、中村翼、横井勇太、荒井将汰、青木駿、岡本雄太
- 美術協力：アックス
- 技術協力：スパイスラボ、下田商会
- 編成：嵯峨祥平（TBS）
- 宣伝：中島聡（TBS）
- MP：服部英司（TBS）
- AD：倉内宏輔、石山匠、小野澤拓、長坂慧人、柳原恭子、大野佑太、林優香、西川あずさ、森川八音、古謝汐里、林優花、大島佑殻、稲垣桃香、松本令望、松本美久、有馬小緑
- AP：高見良
- ディレクター：仲野光樂、山本泰輔、平澤祥多、若松芳行（D:COMPLEX）、小野恵太、五十嵐健太、上田新太郎、藤原康太（Qinc.）、嘉数真二郎
- プロデューサー：原田里美、小川隆蔵（Qinc.）
- 制作協力：Qinc.